# 韋禮安 (專輯)
《韋禮安同名專輯》是韋禮安的首張創作專輯，於2010年6月4日正式發行，一共收錄十首創作歌曲（兩首重新編曲）。憑藉此專輯，韋禮安獲得第22屆金曲獎最佳新人獎。

## 曲目
CD
| 曲序     | 曲目           |          | 作曲     | 编曲     | 备注 | 时长  |
| -------- | -------------- | -------- | -------- | -------- | --- | ----- |
| 1.       | 有沒有         | 韋禮安   | 韋禮安   | Mac Chew | 首波主打 | 4:12  |
| 2.       | 兩腳書櫥的逃亡 | 韋禮安   | 韋禮安   | 周顯哲   | 第五主打 | 3:42  |
| 3.       | 故事           | 韋禮安   | 韋禮安   | 韋禮安   | | 3:34  |
| 4.       | 因為愛         | 韋禮安   | 韋禮安   | 伍冠諺   | 第二波主打 八大戲劇台韓劇《奇妙三兄弟》片尾曲 緯來戲劇台韓劇《男版灰姑娘》片尾曲 民視電視劇《星座愛情水瓶女》插曲 | 4:05  |
| 5.       | 慢慢等         | 韋禮安   | 韋禮安   | 安棟     | 重新編曲 第三波主打                                                                                               | 3:53  |
| 6.       | 翻譯練習       | 韋禮安   | 韋禮安   | 周顯哲   | | 4:03  |
| 7.       | 理由           | 韋禮安   | 韋禮安   | Mac Chew | | 3:24  |
| 8.       | 陰天的向日葵   | 韋禮安   | 韋禮安   | 黃中岳   | 第六主打 | 4:52  |
| 9.       | 完美一點       | 韋禮安   | 韋禮安   | 李欣芸   | | 4:07  |
| 10.      | 好天氣         | 韋禮安   | 韋禮安   | Mac Chew | 重新編曲 第四波主打                                                                                               | 3:57  |
| 总时长： | 总时长：       | 总时长： | 总时长： | 总时长： | 总时长： | 39:49 |

## 音樂錄影帶
DVD
1. 〈有沒有〉MV，導演：徐筠庭。
2. 〈因為愛〉MV，導演：徐筠庭。
3. 〈慢慢等〉MV，導演：邱柏翰、鄒奕笙。
4. 〈好天氣〉MV，導演：邱柏翰、鄒奕笙。
5. 〈陰天的向日葵〉MV，導演：黃中平。
6. 〈兩腳書櫥的逃亡〉MV，導演：黃中平。

## 唱片版本
| 《韋禮安》(CD) 發行日期：2010年6月4日。 發行：福茂唱片。 | 《韋禮安》(演唱會黑夜版)(CD+DVD) 發行日期：2010年8月17日。 發行：福茂唱片。 加贈：1.親手吉他手抄簡譜（10張明信片） 2.六首MV（DVD）。 （限量發行5000張，已絕版。） |

## 獎項紀錄

### 2011年
| 地點     | 主辦單位/典禮名稱          | 獎項名稱                | 單曲/專輯  | 結果   |
| 台灣     | 博客來網路書店2010年度百大 | 暢銷華語音樂銷售        | 《韋禮安》 | 第7名  |
| 台灣     | PTT【popmusic】版          | 年度男歌手最愛單曲      | 有沒有     | 第3名  |
| 台灣     | PTT【popmusic】版          | 年度男歌手最愛單曲      | 因為愛     | 第1名  |
| 台灣     | PTT【popmusic】版          | 年度最愛不釋手專輯      | 《韋禮安》 | 第3名  |
| 台灣     | MusicRadio音樂之聲         | DJ推薦2010華語20大專輯  | 《韋禮安》 | 獲獎   |
| 台灣     | ezPeer                     | 2010年度點播單曲榜      | 因為愛     | 第9名  |
| 台灣     | KKBOX 2010風雲榜           | 單曲榜                  | 因為愛     | 第13名 |
| 台灣     | KKBOX 2010風雲榜           | 專輯榜                  | 《韋禮安》 | 第15名 |
| 台灣     | KKBOX雜誌                  | 2010年度推薦華語專輯    | 《韋禮安》 | 獲獎   |
| 台灣     | Hit FM                     | 2010年度十大推薦專輯    | 《韋禮安》 | 獲獎   |
| 台灣     | 中華音樂人交流協會         | 2010年年度十大專輯      | 《韋禮安》 | 獲獎   |
| 台灣     | 2010[V]音樂飆榜            | 最佳新人獎              | 《韋禮安》 | 獲獎   |
| 台灣     | 2010[V]音樂飆榜            | 年度金曲                | 因為愛     | 獲獎   |
| 台灣     | 第1屆全球流行音樂金榜      | 最受歡迎新人獎          | 《韋禮安》 | 提名   |
| 中國     | Music Radio中國TOP排行榜   | 港台-年度最佳創作歌手   | 《韋禮安》 | 提名   |
| 中國     | Music Radio中國TOP排行榜   | 港台-最受歡迎新人       | 《韋禮安》 | 提名   |
| 中國     | Music Radio中國TOP排行榜   | 港台-年度傳媒推薦男歌手 | 《韋禮安》 | 提名   |
| 中國     | 第十一届華語音樂傳媒大獎   | 最佳國語男新人          | 《韋禮安》 | 提名   |
| 新加坡   | 第5屆Freshmusic Awards     | 最佳男演唱人            | 《韋禮安》 | 獲獎   |
| 新加坡   | 第5屆Freshmusic Awards     | 最佳專輯設計            | 《韋禮安》 | 獲獎   |
| 新加坡   | 第5屆Freshmusic Awards     | 最佳作曲                | 有沒有     | 提名   |
| 台灣     | 中華音樂人交流協會         | 2010年度十大優良專輯    | 《韋禮安》 | 獲獎   |
| 台灣     | 第22屆金曲獎               | 最佳國語專輯            | 《韋禮安》 | 提名   |
| 台灣     | 第22屆金曲獎               | 最佳作曲人              | 有沒有     | 提名   |
| 台灣     | 第22屆金曲獎               | 最佳新人                | 《韋禮安》 | 獲獎   |
| 台灣     | 第22屆金曲獎               | 最佳國語男歌手          | 《韋禮安》 | 提名   |
| 中國上海 | 第十一屆全球華語榜         | 最受歡迎新人獎          | 《韋禮安》 | 獲獎   |
| 中國上海 | 第十一屆全球華語榜         | 年度二十大金曲          | 有沒有     | 獲獎   |
| 台灣     | PTT第六屆視聽劇場人氣藝人  | 最佳人氣男藝人          | 《韋禮安》 | 第3名  |